# Sługocice (Tomaszów Mazowiecki)
Pour l’article homonyme, voir Sługocice (Będków).
Sługocice est une localité polonaise de la gmina et du powiat de Tomaszów Mazowiecki en voïvodie de Łódź.